# Dystrykty Nepalu

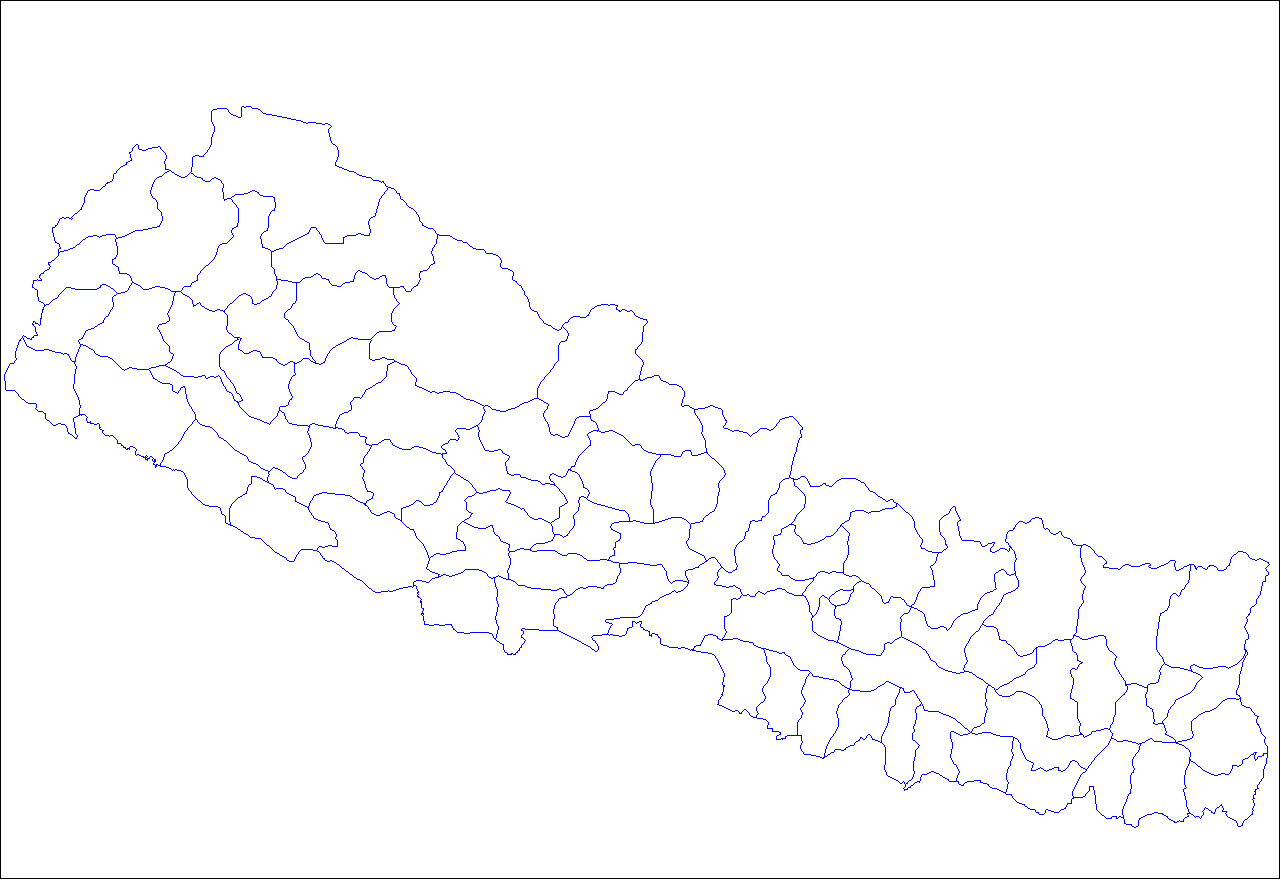
Dystrykty Nepalu

Dystrykt Nepalu – jednostka podziału administracyjnego Nepalu. Jest ich 75 w 14 strefach. Dystrykty to administracyjnie najbardziej aktywne jednostki podziału kraju. Dystrykty dzielą się dalej na: village development committee (VDC; "komitet rozwoju wsi") dla obszarów wiejskich lub municipality dla obszarów miejskich. Ich liczba jest różna dla różnych dystryktów, np. Dystrykt Saptari ma 115 podjednostek, a Dystrykt Manang 15. Według podziału Nepalu według charakterystyki topograficznej, w górskim regionie kraju jest 16 dystryktów, we wzgórzystej 39, a na nizinach 20.

## Lista dystryktów w poszczególnych strefach
W nawiasach stolice dystryktów

### Bagmati
- Dystrykt Bhaktapur (Bhaktapur)
- Dystrykt Dhading (Dhading Besi)
- Dystrykt Katmandu (Katmandu)

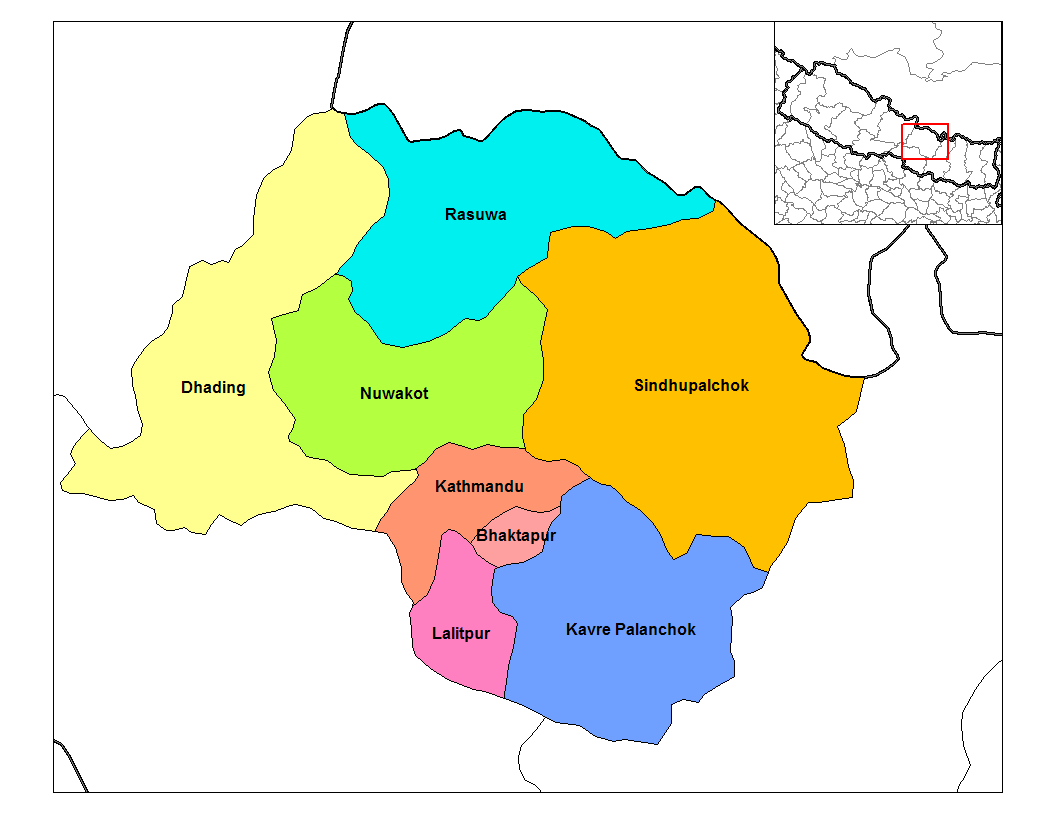
Dystrykty Bagmati

- Dystrykt Kavrepalanchok (Dhulikhel)
- Dystrykt Lalitpur (Patan)
- Dystrykt Nuwakot (Bidur)
- Dystrykt Rasuwa (Dhunche)
- Dystrykt Sindhupalchowk (Chautara)

### Bheri

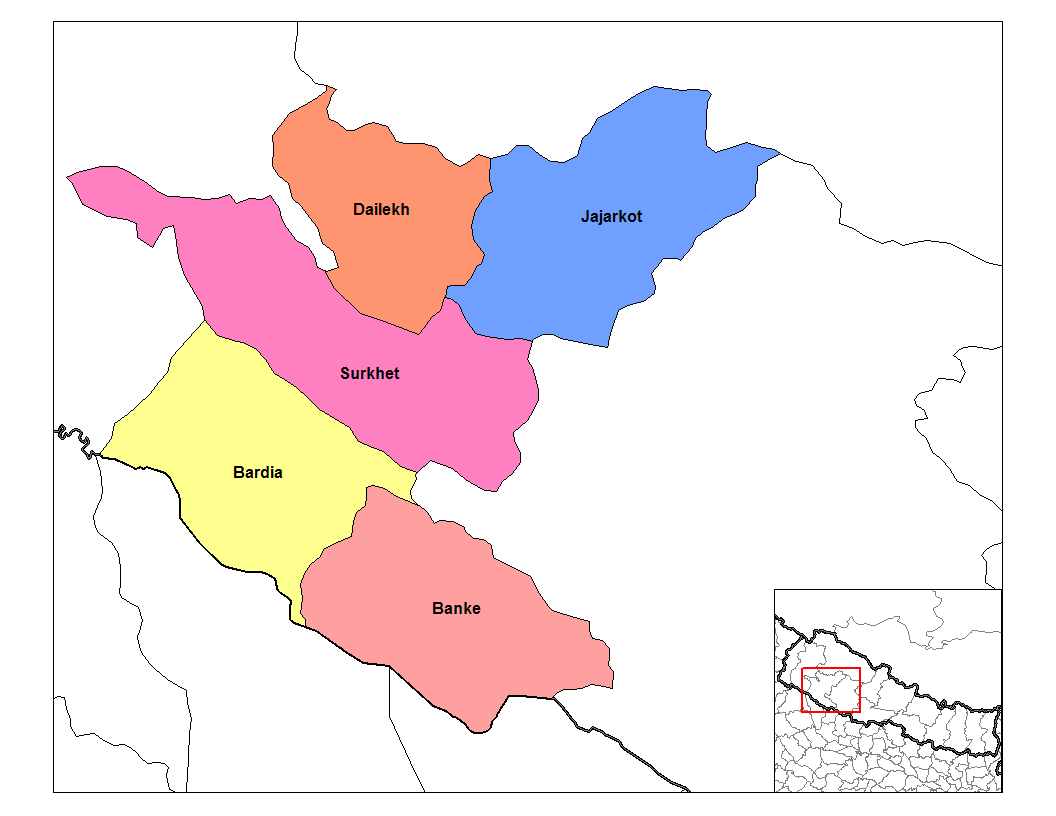
Dystrykty Bheri

- Dystrykt Banke (Nepalgańdźj)
- Dystrykt Bardiya (Gularia)
- Dystrykt Dailekh (Dullu)
- Dystrykt Jajarkot (Khalanga)
- Dystrykt Surkhet (Surkhet)

### Dhawalagiri

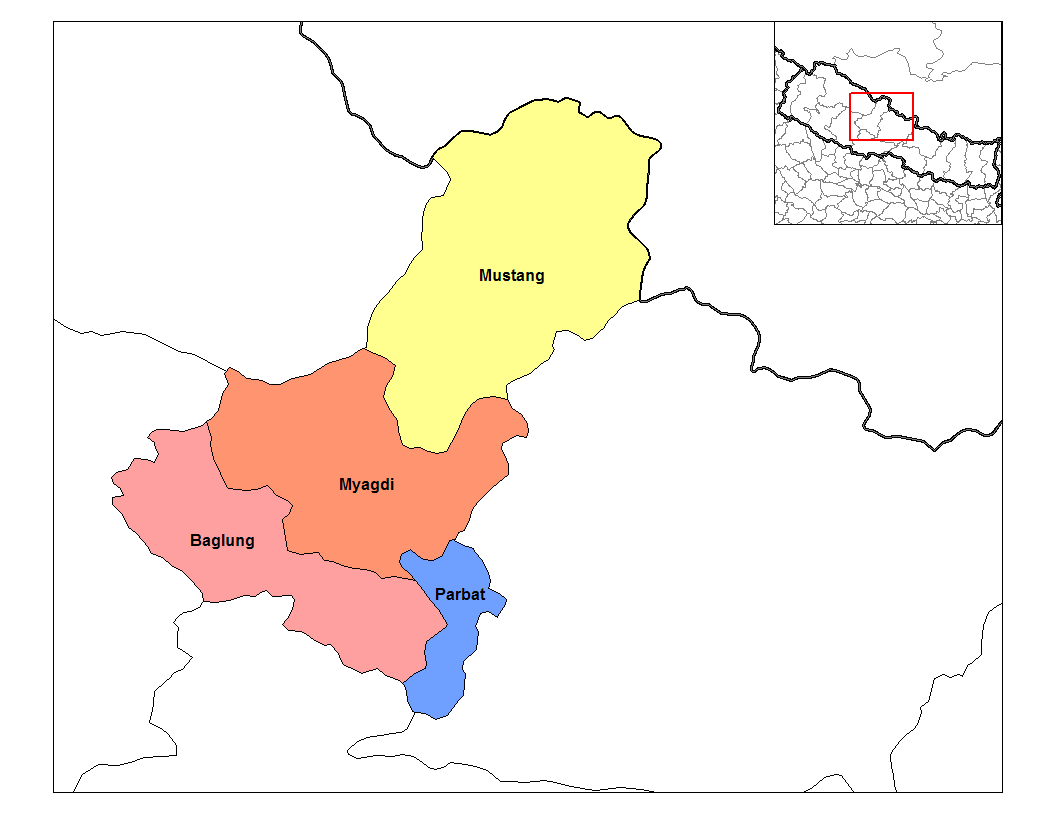
Dystrykty Dhawalagiri

- Dystrykt Baglung (Baglung)
- Dystrykt Mustang (Jomsom)
- Dystrykt Myagdi (Beni)
- Dystrykt Parbat (Kusma)

### Gandaki

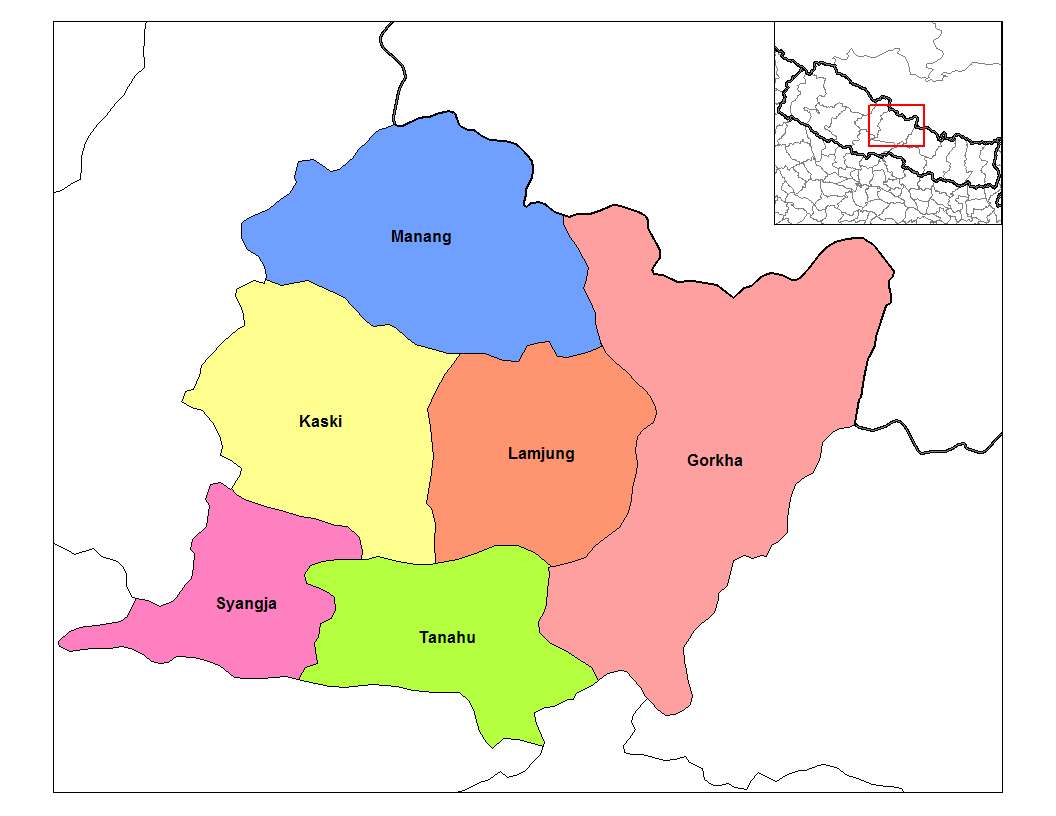
Dystrykty Gandaki

- Dystrykt Gorkha (Gorkha)
- Dystrykt Kaski (Pokhara)
- Dystrykt Lamjung (Bensi Sahar)
- Dystrykt Manang (Chame)
- Dystrykt Syangja (Syangja)
- Dystrykt Tanahu (Damauli)

### Dźanakpur
- Dystrykt Dhanusa (Janakpur)
- Dystrykt Dholkha (Charikot)
- Dystrykt Mahottari (Jaleswor)
- Dystrykt Ramechhap (Manthali)
- Dystrykt Sarlahi (Malangwa)

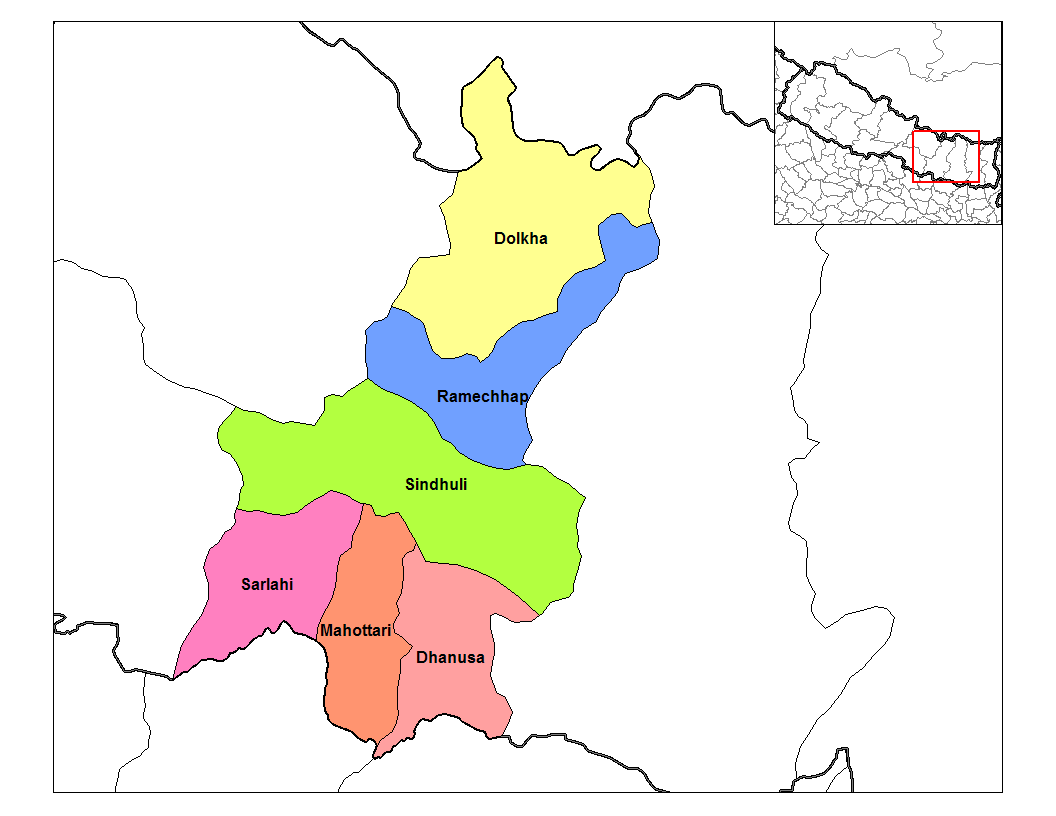
Dystrykty Dźanakpur

- Dystrykt Sindhuli (Sindhuli Madhi)

### Karnali

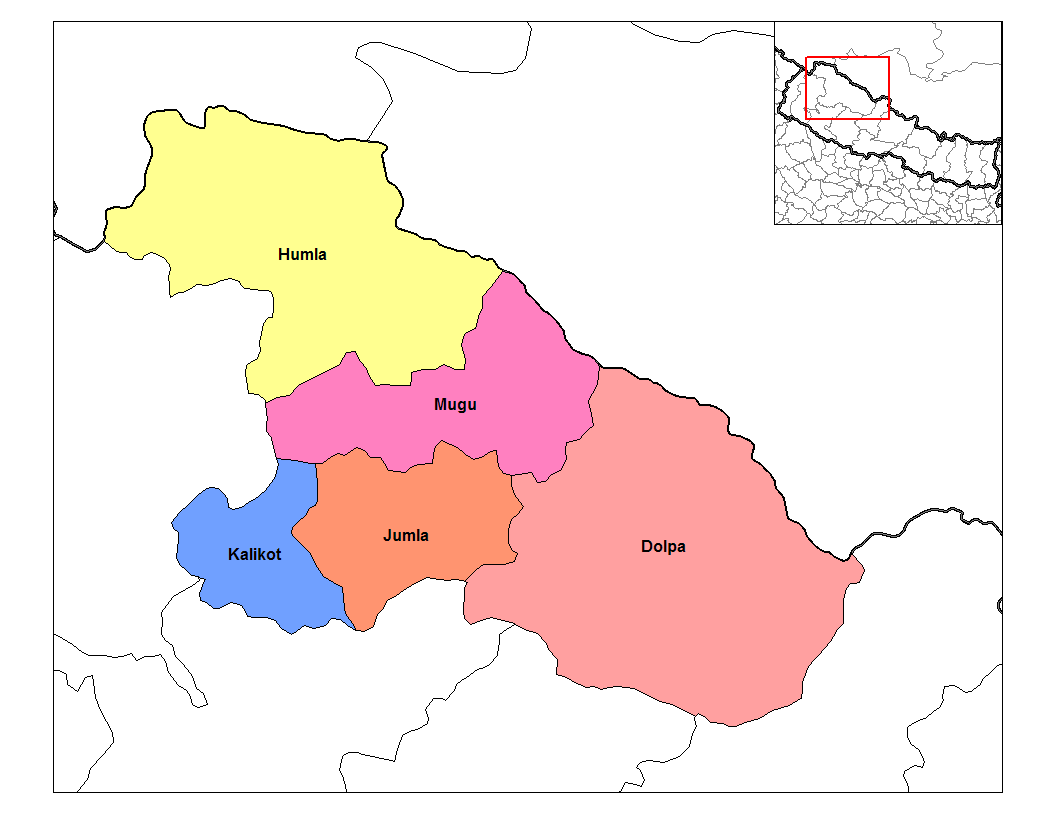
Dystrykty Karnali

- Dystrykt Dolpa (Dolpa)
- Dystrykt Humla (Simikot)
- Dystrykt Jumla (Jumla Khalanga)
- Dystrykt Kalikot (Kalikot)
- Dystrykt Mugu (Gamgadhi)

### Kośi
- Dystrykt Bhojpur (Bhojpur)
- Dystrykt Dhankuta (Dhankuta)
- Dystrykt Morang (Biratnagar)

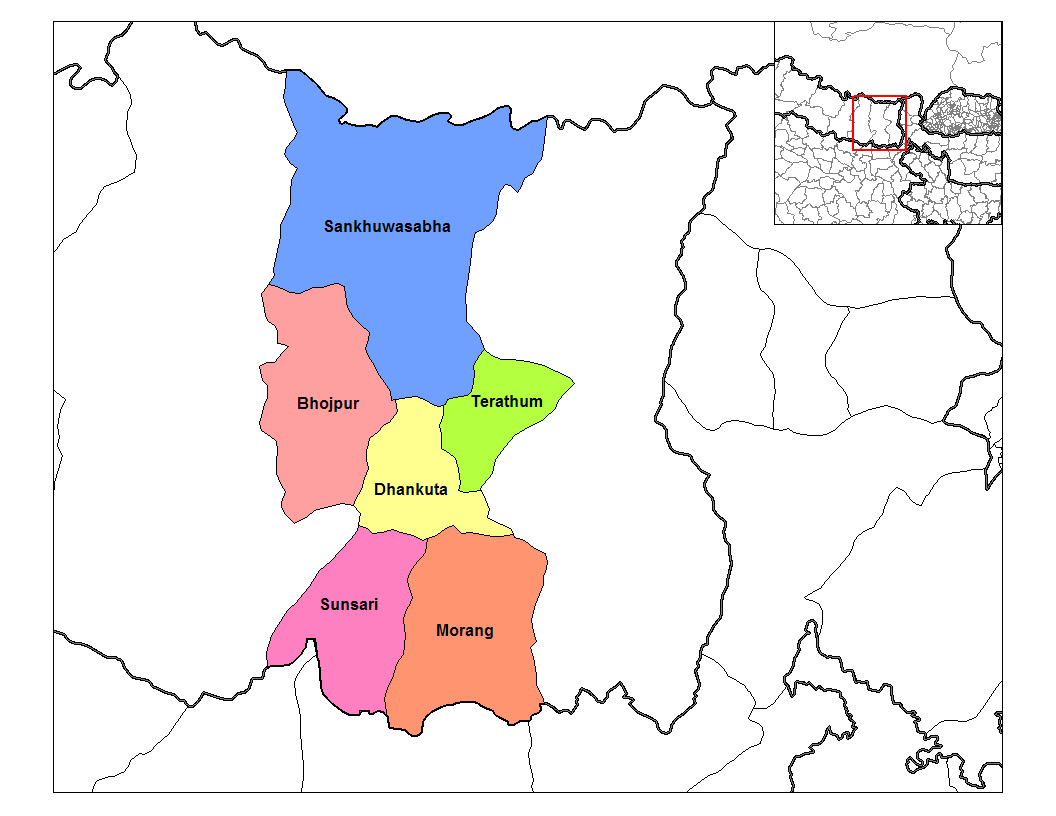
Dystrykty Koshi

- Dystrykt Sankhuwasabha (Khandbari)
- Dystrykt Sunsari (Inaruwa)
- Dystrykt Terhathum (Manglung)

### Lumbini

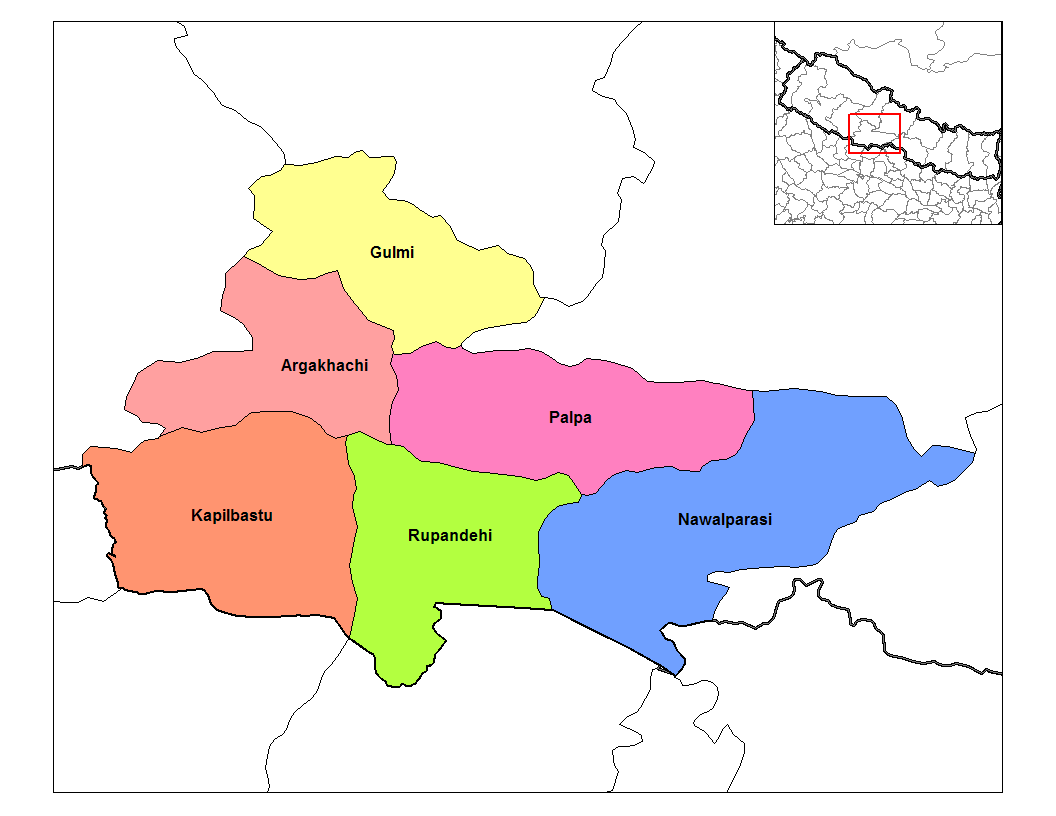
Dystrykty Lumbini

- Dystrykt Arghakhanchi (Sandhikharka)
- Dystrykt Gulmi (Tamghas)
- Dystrykt Kapilvastu (Taulihawa)
- Dystrykt Nawalparasi (Parasi)
- Dystrykt Palpa (Tansen)
- Dystrykt Rupandehi (Bhairahawa)

### Mahakali
- Dystrykt Baitadi (Baitadi)
- Dystrykt Dadeldhura (Dadeldhura)
- Dystrykt Darchula (Darchula)

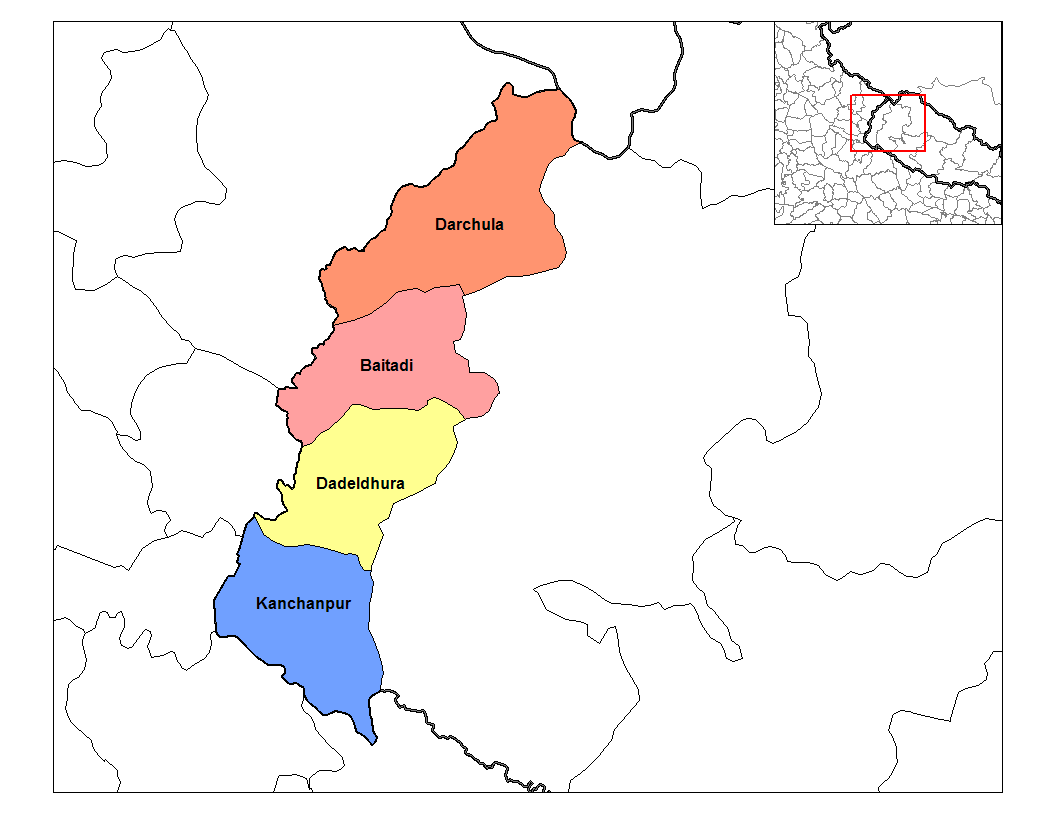
Dystrykty Mahakali

- Dystrykt Kanchanpur (Mahendara Nagar)

### Meći

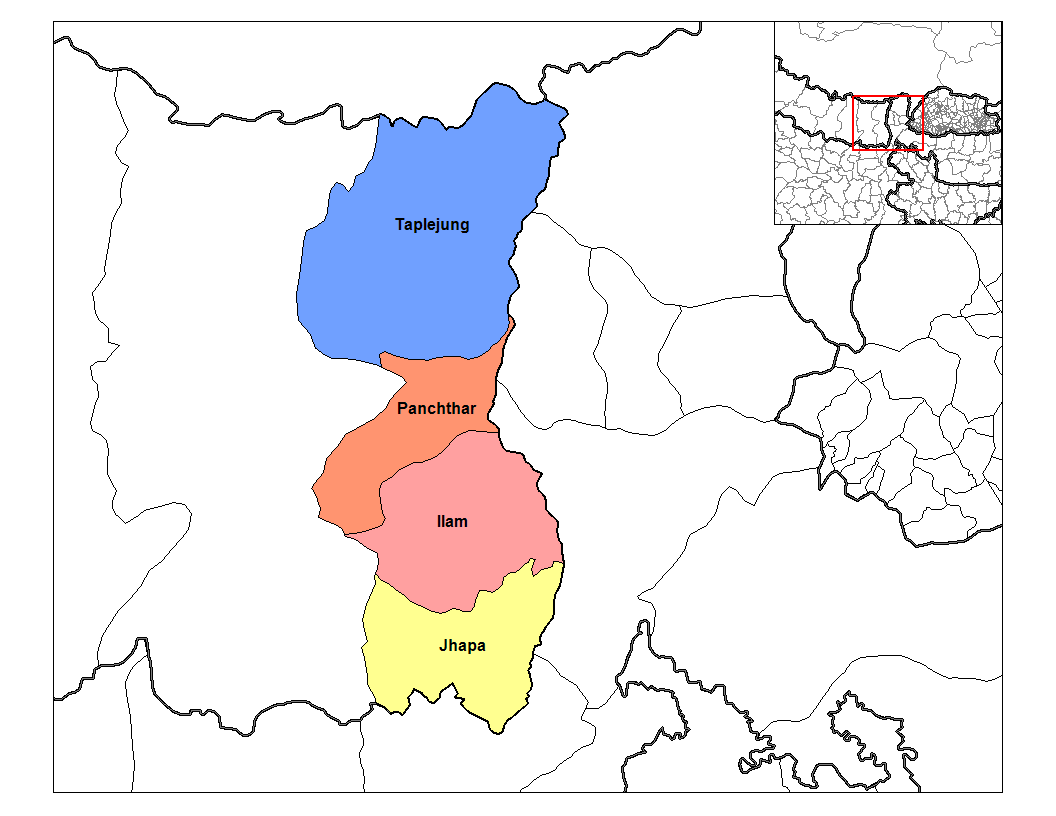
Dystrykty Mechi

- Dystrykt Ilam (Ilam)
- Dystrykt Jhapa (Chandragadhi)
- Dystrykt Panchthar (Phidim)
- Dystrykt Taplejung (Taplejung)

### Narajani

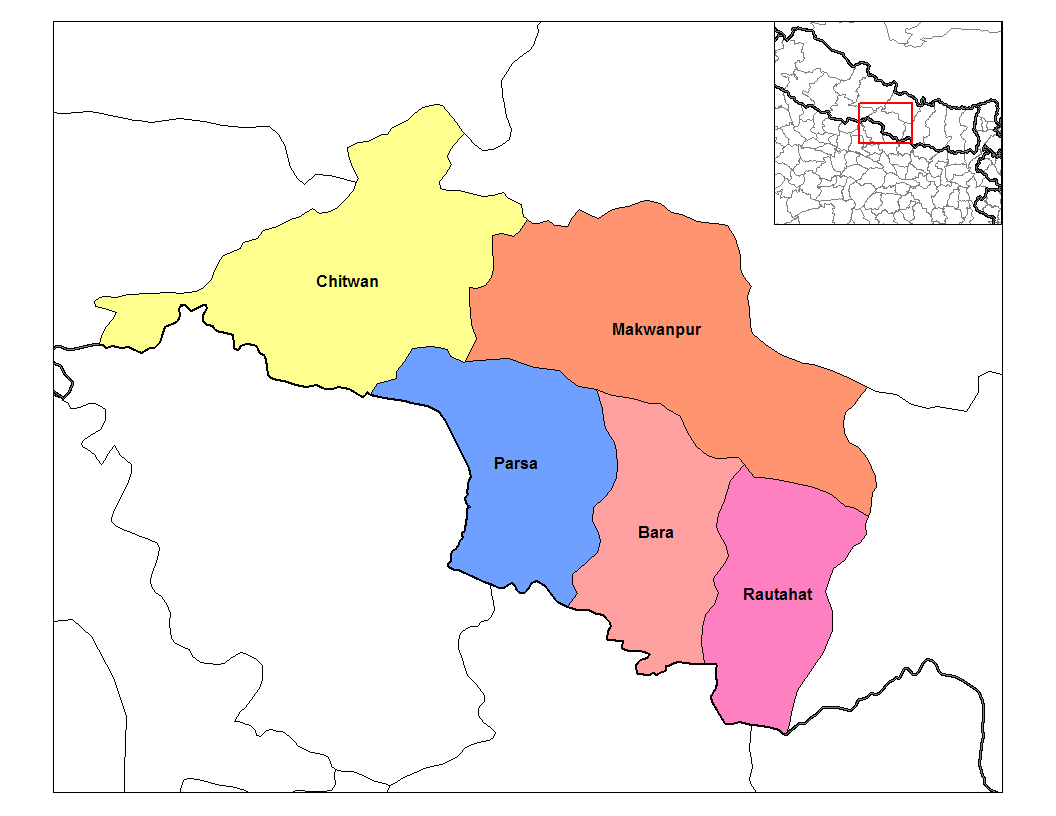
Dystrykty Narayani

- Dystrykt Bara (Kalaiya)
- Dystrykt Chitwan (Bharatpur)
- Dystrykt Makwanpur (Hetauda)
- Dystrykt Parsa (Birgańdź)
- Dystrykt Rautahat (Gaur)

### Rapti

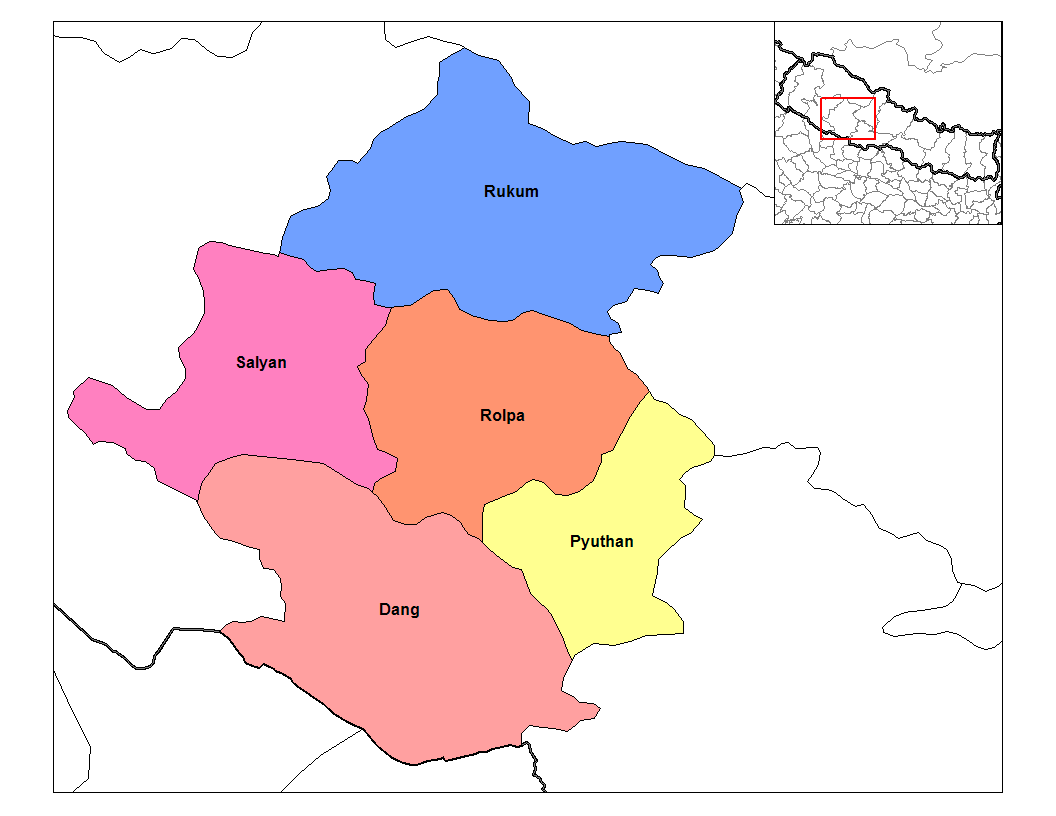
Dystrykty Rapti

- Dystrykt Dang Deokhuri (Ghorahi)
- Dystrykt Pyuthan (Pyuthan)
- Dystrykt Rolpa (Liwang)
- Dystrykt Rukum (Musikot)
- Dystrykt Salyan (Salyan Khalanga)

### Sagarmatha
- Dystrykt Khotang (Diktel)

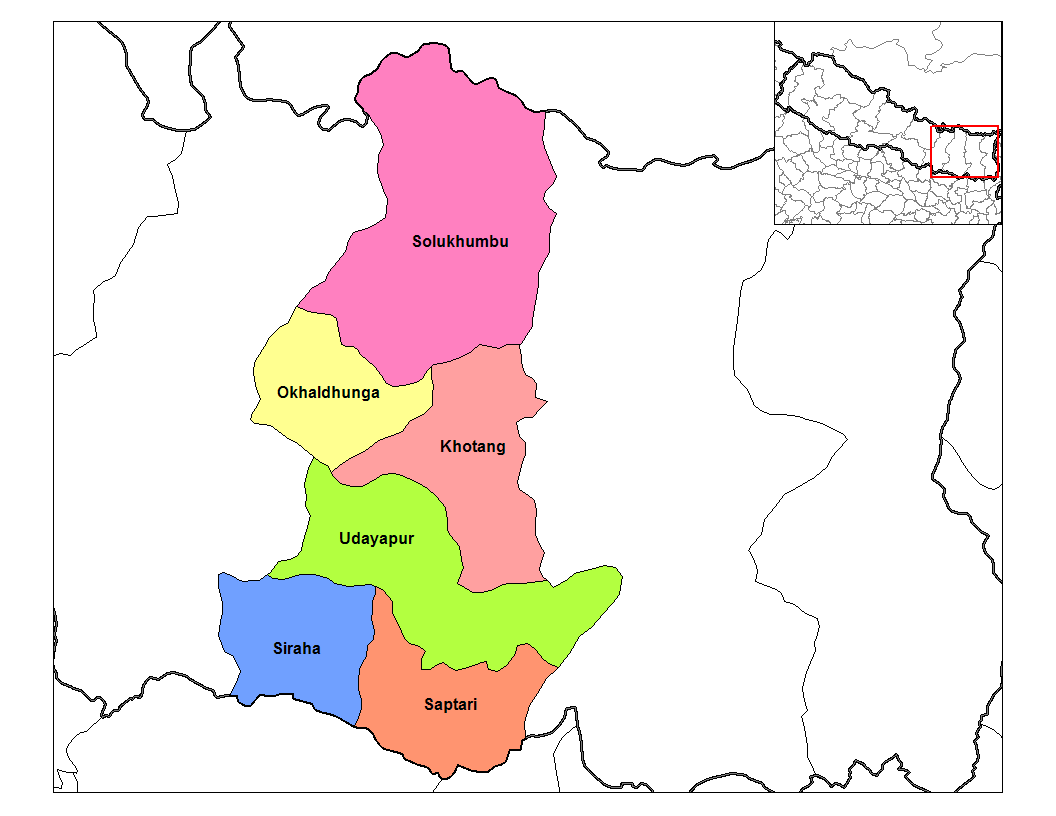
Dystrykty Sagarmatha

- Dystrykt Okhaldhunga (Okhaldhunga)
- Dystrykt Saptari (Rajbiraj)
- Dystrykt Siraha (Siraha)
- Dystrykt Solukhumbu (Salleri)
- Dystrykt Udayapur (Gaighat)

### Seti

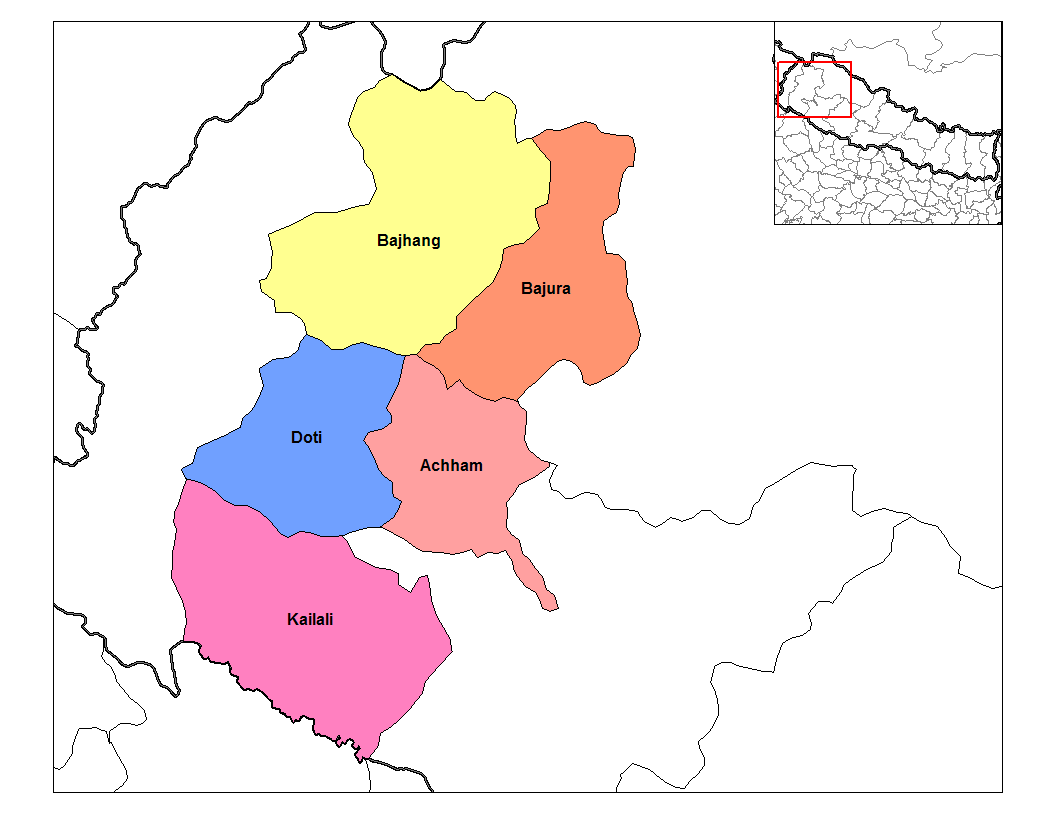
Dystrykty Seti

- Dystrykt Achham (Mangalsen)
- Dystrykt Bajhang (Chainpur)
- Dystrykt Bajura (Martadi)
- Dystrykt Doti (Dipayal)
- Dystrykt Kailali (Dhangadhi)